# Not My Responsibility
Not My Responsibility é um curta-metragem escrito e produzido pela cantora estadunidense, Billie Eilish. O curta-metragem retrata a cantora se desvestindo durante comentários feitos por si mesma, referindo-se à órgãos públicos os criticando, que envergonharam ela e outras pessoas. Eilish também fala sobre as opiniões negativas sobre seu corpo e escolha de suas roupas, antes de mergulhar em uma substância escura.
O curta foi originalmente exibido durante um show da turnê Where Do We Go? World Tour, em março de 2020, como um interlúdio visual. Nos primeiros cinco dias após o lançamento, o vídeo constou com 28 milhões de visualizações no YouTube e 18 milhões no Instagram, sendo recebido de forma positiva por fãs e críticos, que elogiaram o assunto e como foi retratado.

## Sinopse
O curta começa com Eilish vestindo uma jaqueta preta em um ambiente mal iluminado. Gradativamente, ela vai retirando a jaqueta, até que se encontra usando apenas uma regata preta e um colar. Depois de tirar a regata, Eilish se submerge completamente em um líquido escuro e espesso. Enquanto as peças de roupa (jaqueta e regata) são removidas, o filme apresenta comentários sobre a discussão pública em torno da sua imagem corporal e criticando a forma como o público decide seu valor com base apenas em seu corpo.

## Canção
O áudio do curta-metragem foi incluído como a nona faixa do segundo álbum de estúdio de Eilish, Happier Than Ever. O álbum foi lançado em 30 de julho de 2021, pela Darkroom e Interscope Records. Seus temas líricos discutem as lutas que as mulheres jovens enfrentam na indústria do entretenimento: abuso emocional, desequilíbrio de poder e misoginia.